# Polgár
Polgár  este un oraș în districtul Hajdúnánás, județul Hajdú-Bihar, Ungaria, având o populație de 8.153 de locuitori (2011). 

## Demografie
Componența etnică a orașului Polgár
     Maghiari (89,96%)
     Romi (8,81%)
     Necunoscut (0,38%)
     Alții (0,85%)
Componența confesională a orașului Polgár
     Romano-catolici (42,02%)
     Fără religie (21,96%)
     Reformați (7,92%)
     Greco-catolici (1,1%)
     Necunoscută (26,35%)
     Alte religii (1,64%)
Conform recensământului din 2011, orașul Polgár avea 8.153 de locuitori. Din punct de vedere etnic, majoritatea locuitorilor (89,96%) erau maghiari, cu o minoritate de romi (8,81%). Apartenența etnică nu este cunoscută în cazul a 0,38% din locuitori. Nu există o religie majoritară, locuitorii fiind romano-catolici (42,02%), persoane fără religie (21,96%), reformați (7,92%) și greco-catolici (1,1%). Pentru 26,35% din locuitori nu este cunoscută apartenența confesională.